# دین بندتی
دین بندتی (انگلیسی: Dean Benedetti؛ ۲۸ ژوئن ۱۹۲۲ – ۲۰ ژانویهٔ ۱۹۵۷) یک آهنگساز اهل ایالات متحده آمریکا بود.